# Russell Smith (trompettist)
Russell Smith (Ripley, 1890 - Los Angeles, 27 maart 1966) was een Amerikaanse jazzzanger en -trompettist.

## Biografie
Russell Smith was afkomstig uit een muzikale familie. Een van zijn broers was de jazztrompettist Joe 'Fox' Smith. Hij begon zijn muzikale carrière in verschillende muziektheaters in Cincinnati en hij ging daarna met het ensemble Six Musical Spoilers op tournee. Toen hij op deze manier naar New York kwam, voegde hij zich bij de band van Joe Jordan. Tijdens de Eerste Wereldoorlog werd hij als muzikant ingezet in de 350th Field Artillery Band in Frankrijk. Na het einde van de oorlog in 1919 werd hij lid van de band van James Reese Europe.
Midden jaren 1920 werkte hij bij Fletcher Henderson, daarna in Noble Sissle's orkest, waarin tezelfdertijd ook de gelijknamige pianist Russell Smith werkzaam was, met wie hij vaak werd verwisseld. Na vier jaar bij Sissle speelde hij weer bij Henderson, bij wiens orkest hij daarna twee decennia bleef. Daarnaast werkte hij ook samen met Ben Webster, Coleman Hawkins, Horace Henderson en Benny Carter. Vanaf 1942 behoorde hij tot het orkest van Cab Calloway en een decennium later, nadat hij weer had gewerkt bij Sissle, ging hij in Californië met pensioen. Af en toe speelde en onderwees hij nog.

## Overlijden
Russell Smith overleed in maart 1966 op 76-jarige leeftijd.
- Bibliothèque nationale de France: cb139354529 (data)
- Gemeinsame Normdatei: 1120966574
- International Standard Name Identifier: 0000 0000 8028 690X
- Library of Congress Control Number: no2001052534
- MusicBrainz: f2a854fd-738d-4a18-9eb9-9c0ba0d41668
- Virtual International Authority File: 1973823
- WorldCat: E39PBJtmxgRqgdD49G7wVQCfbd